# Принцип соответствия границ
Принцип соответствия границ или теорема Каратеодори:

Если {\displaystyle f} конформно отображает область {\displaystyle G} на область {\displaystyle G'} и границы областей жордановы, то {\displaystyle f} можно продолжить до гомеоморфизма {\displaystyle {\overline {f}}:{\overline {G}}\to {\overline {G'}}}.

## Замечания
- В общем случае области с произвольной границей утверждение теоремы неверно.

## Вариации и обобщения
Теорема Шварца о соответствии границ:
Если {\displaystyle f} конформно отображает область {\displaystyle G} на область {\displaystyle G'}, притом кривые {\displaystyle \partial G} и {\displaystyle \partial G'} являются аналитическими, то её можно продолжить до конформного отображения {\displaystyle {\overline {f}}:{\overline {G}}\to {\overline {G'}}}.
Это не есть усиление теоремы Каратеодори, поскольку существуют непрерывные, но не аналитические границы.

## Замечания
- Также верен обратный принцип соответствия границ: Пусть {\displaystyle D_{1},D_{2}} - ограниченные области с кусочно-гладкой границей и функция {\displaystyle f}, голоморфная на {\displaystyle D_{1}} и непрерывная на {\displaystyle {\overline {D_{1}}}}, биективно отображает {\displaystyle \partial D_{1}} на {\displaystyle \partial D_{2}}, тогда {\displaystyle f} конформно отображает {\displaystyle D_{1}} на {\displaystyle D_{2}}